# Trémont (Orne)
Trémont é uma comuna francesa na região administrativa da Normandia, no departamento Orne. Estende-se por uma área de 6,36 km². Em 2010 a comuna tinha 124 habitantes (densidade: 19,5 hab./km²).